# Área metropolitana de Jackson (Míchigan)
El Área Estadística Metropolitana de Jackson, MI MSA, como la denomina la Oficina del Censo de los Estados Unidos, es un Área Estadística Metropolitana centrada en la ciudad de homónima, abarcando solo el condado de Muskegon en el estado de Míchigan, Estados Unidos. Su población según el censo de 2010 es de 160.248 habitantes, convirtiéndola en la 247.º área metropolitana más poblada de los Estados Unidos.

## Comunidades del área metropolitana
| Ciudad principal - Jackson | Pueblos - Brooklyn - Cement City (parcialmente) - Concord - Grass Lake - Hanover - Parma - Springport | Lugares no incorporados - Horton - Leoni - Liberty - Michigan Center - Munith - Napoleon - Norvell - Pleasant Lake - Pulaski - Rives Junction - Spring Arbor - Tompkins Center - Vandercook Lake |